# Peinture-Sculpture
Peinture-Sculpture (ang. Painting-Sculpture, pol. Obraz-Rzeźba) – dzieło sztuki autorstwa Daniela Burena z 1971 roku.

## Opis i kontekst
Praca powstała w kontekście sporu francuskiego artysty Daniela Burena ze starszym pokoleniem amerykańskich minimalistów. W 1971 roku Buren został zaproszony do udziału w Szóstej Międzynarodowej Wystawie w Muzeum Guggenheima w Nowym Jorku. W tym czasie kierunkiem promowanym przez kierownictwo muzeum, jak i przez krytyków sztuki był minimalizm. Większość artystów zaproszonych do udziału w wystawie zaprezentowała minimalistyczne rzeźby oraz instalacje. Daniel Buren, na przekór minimalistom, zainstalował ogromne, pomalowaną na niebiesko-białe pasy płótno o wymiarach 66x32 stopy (ok. 20,1x9,75 m), które całkowicie przytłoczyło przestrzeń muzeum. Z pracą korespondował mniejszy element umiejscowiony poza budynkiem, na rogu 89 Ulicy i Piątej Alei.
Buren nazwał swoją pracę Obrazem-Rzeźbą, ponieważ można potraktować ją zarówno jako przedstawienie malarskie jak i przestrzenną rzeźbę. Z uwagi na swoją interakcję z otoczeniem i wielopłaszczyznowym oddziaływaniem na widza, można ją nazwać instalacją. Sam autor określa ją mianem dzieła in situ, które wykorzystuje możliwości i ograniczenia przestrzeni.
Część artystów biorących udział w wystawie zaprotestowała przeciwko instalacji, która miała przysłaniać ich prace. Zagrozili oni wycofaniem się z wystawy. Buren replikował, że co najmniej przez połowę czasu, jaką widz poświęci na zwiedzanie, jego praca będzie niemal niewidoczna - w miarę jak widz będzie odchodził od frontu dzieła w stronę jego boku, będzie ono się zwężało aż do niemal niewidocznej, cienkiej kreski. W ten sposób artysta wykorzystał nietypową, cylindryczną architekturę gmachu, który jest zorientowany wokół otwartej, okrągłej rampy. Ostatecznie kierownictwo zadecydowało o usunięciu instalacji przed oficjalnym otwarciem wystawy. Mimo to, konflikt Burena z minimalistami w dalszym ciągu eskalował. Artyści wymieniali się obelgami. Donald Judd określił Burena mianem "tapeciarza". Z drugiej strony, w obronie Burena stanęło kilku innych artystów, m.in. Sol LeWitt i Carl Andre, którzy w geście solidarności wycofali swoje prace z Muzeum Guggenheima.
Peinture-Sculpture demaskuje błędne założenia minimalistów, jakoby przestrzeń muzealna była neutralna dla odbioru dzieła. Jak określa to historyk sztuki Benjamin H. D. Buchloh, manifestacyjnie przebija przestrzeń Muzeum Guggenheima, odzierając je z neutralności. Tym samym dzieło wpisuje się w szerszy nurt nazwany krytyką instytucjonalną. Buren już wcześniej wykazywał, że interesy i poglądy kierownictwa muzeum nie są bez znaczenia dla promowanych przez nich artystów. W tym samym roku Muzeum Guggenheima nie dopuściło do wystawy pracy Hansa Haackego pt. Shapolski et al. Manhattan Real Estate Holdings, która demaskowała sieć powiązań kilku nowojorskich rodzin, które skupiały w swoich rękach nieruchomości tworząc imperium tanich mieszkań na wynajem o niskim standardzie. W tym czasie widownia błędnie uważała, że z procederem powiązani są członkowie rady powierniczej Muzeum Guggenheima, którzy za jego pośrednictwem uprawiali whitewashing.
11 lutego 1971 roku, jeszcze przed zdjęciem jej z wystawy, praca została uwieczniona na serii fotografii pt. Photo-souvenir. Peinture-Sculpture było ponownie wystawiane w 2016 i 2019 roku, na dwóch zbiorowych wystawach retrospektywnych w Nowym Jorku.